# Condado de Bartow
El condado de Bartow (en inglés: Bartow County) es un condado en el estado estadounidense de Georgia. En el censo de 2000 el condado tenía una población de 96 589 habitantes. La sede de condado es Cartersville. El condado forma parte del área metropolitana de Atlanta.

## Historia
El condado fue formado a partir de una porción del condado de Cherokee el 3 de diciembre de 1832. Originalmente fue nombrado condado de Cass en honor a Lewis Cass, quien fungió como Secretario de Guerra entre 1831 y 1835 y como Secretario de Estado entre 1857 y 1860. Sin embargo, el 6 de diciembre de 1861 fue renombrado en honor a Francis S. Bartow, uno de los líderes de los Estados Confederados de América. La sede de condado se localizaba originalmente en Cassville, pero después de la destrucción de la ciudad durante la Campaña de Georgia por el general William Tecumseh Sherman, la sede se trasladó a Cartersville.

## Geografía
Según la Oficina del Censo, el condado tiene un área total de 1218 km² (470 sq mi), de la cual 459 km² (1190 sq mi) es tierra y 28 km² (11 sq mi) (2,27%) es agua.

### Condados adyacentes
- Condado de Gordon (norte)
- Condado de Pickens (noreste)
- Condado de Cherokee (este)
- Condado de Cobb (sureste)
- Condado de Paulding (sur)
- Condado de Polk (suroeste)
- Condado de Floyd (oeste)

## Autopistas importantes
- Interestatal 75
- U.S. Route 41
- U.S. Route 411
- Ruta Estatal de Georgia 3
- Ruta Estatal de Georgia 20
- Ruta Estatal de Georgia 61
- Ruta Estatal de Georgia 113
- Ruta Estatal de Georgia 140
- Ruta Estatal de Georgia 293

## Demografía
En el  censo de 2000, hubo 76 019 personas, 27 176 hogares, y 21 034 familias residiendo en el condado. La densidad poblacional era de 166 personas por milla cuadrada (64/km²). En el 2000 había 28 751 unidades unifamiliares en una densidad de 63 por milla cuadrada (24/km²). La demografía del condado era de 87,79% blancos, 8,68% afroamericanos, 0,28% amerindios, 0,51% asiáticos, 0,03% isleños del Pacífico, 1,62% de otras razas y 1,10% de dos o más razas. 3,32% de la población era de origen hispano o latino de cualquier raza. 
La renta promedio para un hogar del condado era de $43 660 y el ingreso promedio para una familia era de $49 198. En 2000 los hombres tenían un ingreso per cápita de $35 136 versus $24 906 para las mujeres. La renta per cápita para el condado era de $18 989 y el 8,60% de la población estaba bajo el umbral de pobreza nacional.

## Ciudades y pueblos
- Adairsville
- Cartersville
- Emerson
- Euharlee
- Kingston
- Rydal
- Taylorsville
- Whiter